# لويزفيل سيتي موسم 2023
موسم لويسفيل سيتي اف سي 2023 هو الموسم التاسع للنادي من المنافسة. تتنافس مدينة لويزفيل في بطولة اي سي ال، وهي الدرجة الثانية لكرة القدم الاحترافية في الولايات المتحدة .

## روابط خارجية
- مدينة لويزفيل